# Sauvagnac
 Sauvagnac  es una comuna y población de Francia, en la región de Poitou-Charentes, departamento de Charente, en el distrito de Confolens y cantón de Montemboeuf.
Su población en el censo de 1999 era de 64 habitantes.
No está integrada en ninguna Communauté de communes u organismo similar.

## Demografía
| 110 | 93 | 81 | 76 | 69 | 64 |
| Para los censos de 1962 a 1999 la población legal corresponde a la población sin duplicidades (Fuente: INSEE [Consultar]) |    |    |    |    |    |